# Yuga

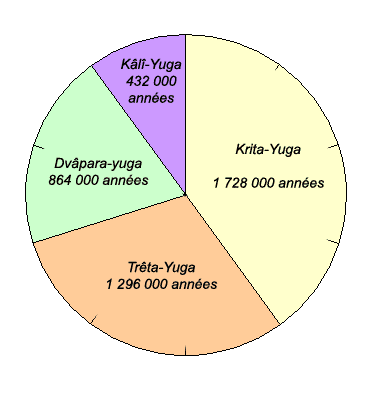
Les quatre âges d'un mahâyuga dans leur proportion 4:3:2:1

Un yuga ou youga (युग, du sanskrit en devanāgarī) est un « âge » ou une époque, une ère, à considérer dans un cycle de quatre : Satya Yuga (ou Krita Yuga), Treta Yuga, Dvapara Yuga et Kali Yuga. Selon la cosmogonie hindoue le monde existe sur une durée de 4 320 000 années solaires (mahâyuga), avant de se dissoudre et d'être recréé à nouveau. Le premier yuga, Satya, est un âge d'or, et le déclin commence ensuite puis se poursuit jusqu'à l'âge sombre de Kali, dans lequel nous serions actuellement et qui précède la dissolution ou pralaya.
Les quatre yuga sont organisés comme suit : 
- ils se succèdent selon le schéma 4:3:2:1 – la durée du premier est 4/3 de celle du deuxième, qui est elle-même 3/2 celle du troisième, qui est le double de celle du dernier (cf. diagramme ci-contre)
- ils suivent chacun la même structure : une partie principale qui dure 80% du yuga, précédée et suivie d'une "aube" et d'un "crépuscule" qui durent chacun 10%

Le système des quatre yugas rappelle les quatre âges de la Grèce antique, et il(s) partage(nt) parfois les mêmes dénominations d'âges d'or, d'argent, de bronze et de fer qu'avec celles de la Perse antique ce qui pourrait indiquer des origines communes.

## Origine du concept
Le concept de yuga est décrit dans le Vishnu Purana qui fait partie des dix-huit Pourânas / Purunas composés entre 400 et 1000 de notre ère. Ce texte, présenté sous forme de dialogue entre Parashara et son disciple Maitreya, est divisé en six parties. Ce concept associé aux quatre âges ci-avant (mahâyuga) est introduit dès sa première partie dans son chapitre III.